# Spontaneität
Spontaneität ([ʃpɔntaneiˈtɛːt], von französisch spontanéité zu spätlat. spontaneus von spons „eigener Wille, Antrieb“; auch Spontanität [ˌʃpɔntaniˈtɛːt]) bezeichnet umgangssprachlich unwillkürliche mentale Vorgänge, eine Charaktereigenschaft, die jemanden häufig unerwartet agieren lässt oder die entsprechende Eigentümlichkeit einer einzelnen Handlung.
Davon zu unterscheiden ist der Gebrauch in der Philosophie, der sich auf das Auftreten eines Ereignisses ohne hinreichenden Grund bezieht.

## Liste umgangssprachlicher Bedeutungsfacetten

### Spontaneität mentaler Vorgänge
- das Entstehen von Emotionen (wenngleich durch Personen oder Situationen hervorgerufen)
- das Aufkommen vieler Gedanken und „Eingebungen“
- von Assoziationen
- und manchmal auch von Erinnerung

In diesem Sinne ist „spontan“ auch gleichbedeutend mit „unwillkürlich“.

### Spontane Handlungen
Dabei folgt die Person eigenem Antrieb auf eine für die Umwelt oft überraschend schnelle Weise, basierend auf
- einem besonderen Maß an Intuition
- guter Erfahrung im Umgang mit den eigenen Emotionen
- ungewöhnlich rascher Überlegung oder Entschlusskraft
- einer Art Reflex (eher bei körperlichen Ereignissen)

### Musikalische Spontaneität
- ist ein wichtiger Gestaltungsfaktor bei der Aufführung von musikalischen Werken
- basiert auf aktivem Hören und Erfahrung im Umgang mit Klang und Zeit
- ist die Grundlage der musikalischen Improvisation, solistisch und in der Gruppe

### Spontaneität als Charaktereigenschaft
Spontaneität im positiven Sinn:
- nicht übermäßig viel zu planen, z. B. seinen Urlaub nicht weit über den Flug hinaus zu planen
- die eigenen Gefühle und die eines Partners in Entscheidungen einzubeziehen
- sich kurzfristig auf neue Situationen einzustellen

Als unüberlegt, vorschnell, unangemessen oder unkontrolliert eingestuftes spontanes Verhalten wird auch als impulsiv bezeichnet.
Spontaneität im negativen Sinn:
- sich bis zum letzten Moment nicht festlegen, um die eigenen Gefühle nicht vorwegzunehmen
- Termine und Abmachungen nicht einzuhalten oder andere warten zu lassen, weil man sich auf das Gefühl verlässt, statt auf die Uhr zu schauen
- nur die eigenen Gefühle ohne Rücksicht auf andere zu berücksichtigen

Fehlende Spontaneität macht berechenbar und sozial unflexibel, was zu einem übersteigerten Sicherheitsbedürfnis und zu einem abnormalen Sozialgefüge führen kann.

## Philosophischer Gebrauch
In der Philosophie bedeutet Spontaneität seit Immanuel Kant die Fähigkeit von Verstand und Vernunft, von sich aus etwas zu tun, sei es, indem z. B. der Verstand spontan Anschauungen unter Regeln bringt und so Erscheinungen, die er wahrgenommen hat, begreift (siehe auch Begriff (Philosophie)), oder dass der Wille (als praktische Vernunft) eine Handlung nach freier Entscheidung vollzieht, ohne sich von außen oder von seinen Gefühlen und Neigungen bestimmen zu lassen.
Der Gegenbegriff ist die Rezeptivität. Hierzu steht der umgangssprachliche Wortgebrauch im Gegensatz, wenn ein schnelles und situationsbedingtes Reagieren als spontan bezeichnet wird. Die Bildung von Begriffen ist nicht im engeren Sinne willkürlich, wohl aber die Bestimmung der eigenen Absichten durch vernünftige Maximen. Da für Kant die freie Vernunftbestimmung des Willens dazu führt, dass eine Selbstverpflichtung auf das Sittengesetz erfolgt, sind auch Spontaneität und Berechenbarkeit keine Gegensätze.